# Thieffry (métro de Bruxelles)
Pour les articles homonymes, voir Thieffry.
 (décembre 2019).
Si vous disposez d'ouvrages ou d'articles de référence ou si vous connaissez des sites web de qualité traitant du thème abordé ici, merci de compléter l'article en donnant les références utiles à sa vérifiabilité et en les liant à la section « Notes et références ».
Thieffry est une station de la ligne 5 du métro de Bruxelles située à Bruxelles, sur la commune d'Etterbeek.

## Situation
Construite parallèlement à la ligne 26 SNCB, elle est située à proximité de la place du Quatre-Août mais est nommée d'après la rue Aviateur Thieffry (nommée d’après Edmond Thieffry) située à proximité.
Elle est située entre les stations Merode et Pétillon sur la ligne 5.

## Histoire
Cette station fut construite début des années 1970, comme d'autres, dans le même vallon que la ligne 26 SNCB (Halle-Vilvorde-Malines), qui passe ici à côté de la station, qui n'est pas souterraine, mais qui donne accès au tronçon souterrain vers Merode. Après Thieffry, en direction d'Herrmann-Debroux (extrémité de la ligne 5), le métro continue à ciel ouvert.
Son ouverture eut lieu le 20 septembre 1976.
Thieffry et la station de prémétro Boileau, sur la grande ceinture, sont très proches.

## Service aux voyageurs

### Accès
La station compte trois accès :
- Accès no 1 : situé côté sud de la station (équipés d'un escalator) ;
- Accès no 2 : situé côté nord de la station (équipés d'un escalator).

### Quais
La station est de conception classique avec deux voies encadrées par deux quais latéraux.

### Intermodalité
La station est desservie par la ligne 36 des autobus de Bruxelles.

## Œuvre d'art
La station Thieffry abrite une sculpture conçue en 1976 par le sculpteur Félix Roulin en même temps que l'ensemble réalisé devant le Collège Érasme sur la place Blaise Pascal à Louvain-la-Neuve.

## À proximité
- Boulevard Saint-Michel
- Collège Saint-Michel